# Georg Hermann Alexander Ochs
Georg Hermann Alexander Ochs (Frankfurt am Main, 11 juli 1887 - 27 september 1971) was een Duits entomoloog.
Georg Ochs werd in 1887 geboren, in Frankfurt am Main, Duitsland. Als entomoloog was zijn onderzoeksgebied dat van de coleoptera (kevers)
en hij was gespecialiseerd in de groep van de schrijvertjes (Gyrinidae). Hij bestudeerde deze kleine op het water levende kevertjes van over de hele wereld en beschreef honderden taxa, nieuw voor de wetenschap. Zoals: het genus Andogyrus en meer dan 160 soorten in het genus Gyretes en het Groot schrijvertje (Gyrinus paykulli). Er zijn, in zijn eer, ook een aantal keversoorten naar hem vernoemd, zoals: Gyretes ochsi en Orectogyrus ochsi. Zijn collecties loopkevers (Carabidae), kortschildkevers (Staphylinidae) en boktorren (Cerambycidae) en de verzameling Gyrinidae van over de hele wereld, bevinden zich in het Senckenberg Museum in Frankfurt am Main. Een ander deel bevindt zich in het Zoologisches Institut Göttingen.

## Enkele werken
- Über Papuanische Gyrinidae. in: Senckenbergiana (1925).
- Die Dineutini. 2 Tribus der unterfam. Enhydrinae, Fam. Gyrinidae. (1926).
- Über einige neue und bemerkenswerte Gyriniden, vorzüglich aus dem Dresdener Museum. in: Entomol. Bl. Biol. Syst. Kaefer 25: 197-200 (1929).
- Nachtrag zur Gyriniden-Fauna von Belgisch Congo (1930).
- Über einige neue und bemerkenswerte Gyriniden (Coleoptera) im Zoologischen Museum der Akademie der Wissenschaften (1930).
- Catalogue of Indian Insects. Deel 19 - Gyrinoidae. (1930).
- Über einige neue und bemerkenswerte Gyriniden, vorzüglich aud dem Dresdener Museum. in: Entomol. Bl. Biol. Syst. Kaefer (1930).
- Über die Gyriniden-Ausbeute der Deutschen Limnologischen Sunda-Expedition mit einer Übersicht über die Gyriniden-Fauna Javas und Larvenbeschreibungen (1931)
- Ergänzende Bemerkungen zur Gyriniden-Fauna Borneos (1932)
- Ein weiterer Beitrag zur Kenntnis der neotropischen Gyriniden (1935).
- Nachtrag zur Gyriniden-Fauna Javas und der benachbarten Sunda-Inseln nebst Beschreibung einiger Verwandten des Orectochilus spiniger Rég. aus Hinter-Indien und Ceylon (1937).
- Results of the Oxford University expedition to Sarawak (Borneo), 1932. Gyriniden (Coleoptera) (1937).
- Über neue und interessante Gyriniden aus Afrika (1937).
- Additional remarks on West Indian Gyrinidae (1938).
- Ergänzende Mitteilungen zur Kenntnis der Gyriniden-Fauna der grossen Sunda-Inseln (1940)
- A revision of the Australian Gyrinidae. (1949).
- Die Sunda-Gyriniden des Museum Zoologicum Bogoriense (Col., Gyrinidae) (1953)
- Über die Gyriniden der Sumba-Expedition 1949 (1953).
- Über die von Dr. J. Bechyně in Französisch Guinea gesammelten Gyriniden (Col.) (1954)
- Results of the Archbold Expeditions. Die Gyriniden-fauna von Neuguinea nach dem erzeitigen Stand unserer Kenntnisse (Coleoptera, Gyrinidae) (1955). *Zur Gyriniden-Fauna des Iran 1954 und 1956 (Coleopt.) (1957).
- Über neue und interessante Gyriniden aus dem Amazonas-Gebiet nebst einer Überarbeitung der Artengruppe um Gyretes nitidulus (Ins. Col.) (1958).
- Über die Gyriniden (Col.) von Guiana (1963)
- Unerwartetes Vorkommen von Taumelkäfern (Gyrinidae) auf Curaçao (1963).
- Gyrinidae (Col.) von Neukaledonien (1968)
- Zur Ethökologie der Taumelkäfer (Col., Gyrionoidea) (1969).
- Note sur le Chrysobarabus solieri Dejean et ses sous-especes (1965).
- Note sur quelques coleopteres carabiques du sud-est de la France description de 4 sous-especes nouvelles (1965).
- Description de deux nouvelles sous-espéces de Carabes (1966)

- Gemeinsame Normdatei: 11759301X
- International Standard Name Identifier: 0000 0003 9570 8548
- Nederlandse Thesaurus van Auteursnamen: 315848847
- Virtual International Authority File: 290462036